# Earl Hebner
Earl William Hebner (Richmond, 17 maggio 1949) è un ex arbitro di wrestling statunitense, noto per i suoi trascorsi nella World Wrestling Federation.
Hebner iniziò la sua carriera alla fine degli anni settanta in alcune federazioni appartenenti al circuito delle Jim Crockett Promotions. Nel 1988 fu ingaggiato dall'allora World Wrestling Federation, compagnia in cui lavorò ininterrottamente fino al 2005; tra il 2007 e il 2017 militò invece nella Total Nonstop Action.
Il 9 novembre 1997, durante il pay-per-view Survivor Series, fu coinvolto nello Screwjob di Montréal, uno degli episodi più controversi nella storia del wrestling.

## Biografia
Anche il figlio Brian è arbitro di wrestling così come anche fratello gemello, Dave, è stato un arbitro di wrestling che ha militato nella World Wrestling Federation tra il 1985 e il 2005.

## Carriera

### Jim Crockett Promotions (1978–1988)
Earl Hebner iniziò l'attività di arbitro di wrestling in alcune federazioni appartenenti al circuito delle Jim Crockett Promotions, dove trascorse gran parte degli anni ottanta; nel 1985 arbitrò il celebre Steel cage match per l'NWA United States Championship svoltosi a Starrcade tra Tully Blanchard e Magnum T.A.

### World Wrestling Federation/Entertainment (1988–2005)

#### André The Giant vs. Hulk Hogan (1988)
Nel 1988 firmò un contratto con l'allora World Wrestling Federation. Pochi giorni dopo il suo arrivo nella federazione, arbitrò l'incontro per il WWF Championship tra il campione in carica Hulk Hogan e lo sfidante André the Giant, trasmesso in diretta il 5 febbraio a The Main Event. Secondo la storyline, l'identico fratello gemello di Earl, Dave Hebner, era stato designato per arbitrare la contesa, ma all'insaputa di Hogan, Ted DiBiase lo aveva fatto sostituire dall'allora sconosciuto Earl Hebner in modo da garantire la vittoria di André (che poi gli avrebbe "venduto" la cintura appena conquistata). Quindi Earl effettuò il conteggio di tre a favore di André anche se Hogan aveva chiaramente alzato una spalla dal tappeto mentre veniva schienato dal gigante francese. Mentre André e DiBiase celebravano la vittoria, Dave (che DiBiase aveva chiuso nello spogliatoio prima del match) corse sul ring ed affrontò a viso aperto Earl. I due gemelli litigarono furiosamente al centro del ring arrivando anche alle mani. Hulk Hogan, capendo che il "fratello cattivo" di Dave gli aveva fatto perdere il titolo, scaraventò Earl fuori dal ring gettandolo addosso a DiBiase (ma mancandolo); in realtà era parte del copione che Hogan perdesse la cintura di campione mondiale in modo da potersi dedicare alle riprese del film Senza esclusione di colpi.

#### Screwjob di Montréal (1997)
L'evento più celebre nel quale fu coinvolto Hebner in carriera, ebbe luogo durante le Survivor Series del 1997 in quello che da allora venne definito lo "Screwjob di Montréal". Durante il match per il WWF World Heavyweight Championship tra l'allora campione Bret Hart e Shawn Michaels, Earl Hebner ordinò di suonare il gong determinando la fine del match in quanto Hart aveva ceduto per dolore mentre Michaels lo teneva imprigionato nella mossa di sottomissione sharpshooter (tra l'altro la caratteristica mossa finale di Bret Hart); sebbene Hart non avesse ceduto. Michaels divenne quindi il nuovo campione WWF World Heavyweight. Questa non era però la conclusione del match che Hart aveva pianificato con la dirigenza. Hebner aveva, su ordine di Vince McMahon, "imbrogliato" Hart scippandolo del titolo. La ragione di tutto era che Hart, il quale avrebbe comunque lasciato la federazione il mese successivo per entrare nella World Championship Wrestling, non era d'accordo di perdere la cintura contro Michaels in Canada. Anche se Hart disse che avrebbe reso vacante il titolo la sera seguente a  Raw, McMahon temeva che Bret potesse lasciare la compagnia portandosi dietro la cintura, portandola nella WCW, e disprezzandola come aveva già fatto in precedenza Madusa nel 1995 con il WWF Women's Championship, gettando la cintura nel bidone dei rifiuti durante una puntata di WCW Monday Nitro. Quindi presumibilmente decise di togliere il titolo a Bret in maniera precauzionale senza il suo consenso istruendo Hebner sul da farsi.

#### Licenziamento (2005)
Il 18 luglio 2005 venne licenziato per giusta causa dalla WWE per aver venduto merchandise ufficiale della federazione senza permesso; egli svolse l'attività incriminata presso un negozio di Saint Louis (Missouri) del quale era co-proprietario insieme ad un altro arbitro di nome Nicholas Ridenour.

### All Elite Wrestling (2019–2021)
Nel 2019, Hebner, insieme ad altri arbitri, entrò nella All Elite Wrestling. Arbitrò un numero limitato di incontri, principalmente pay-per-view ed episodi scelti di AEW Dynamite. In seguito si fermò per un periodo di un anno prima di fare ritorno alla Impact Wrestling.

### Ritorno in TNA (2022-presente)
Hebner tornò nella IMPACT Wrestling dopo cinque anni di assenza all'evento Slammiversary per arbitrare il match tra Impact Originals e Honor No More.